# Campoplex macer
Campoplex macer là một loài tò vò trong họ Ichneumonidae.